# Pozo Cañada
Pozo Cañada – gmina w Hiszpanii, w prowincji Albacete, w Kastylii-La Mancha, o powierzchni 117,16 km². W 2011 roku gmina liczyła 2880 mieszkańców.